# 商户地乡
商户地乡，是中华人民共和国新疆维吾尔自治区塔城地区沙湾市下辖的一个乡镇级行政单位。

## 行政区划
商户地乡下辖以下地区：
商户地东村、商户地西村、杨李村、居士堂村、湖西村、五户村、聂家渠村、新桥湾村、蒲秧沟村、西梁村、中渠村、蘑菇湖村、泻水渠村、二桥村和硝坑村。